# Stenocarpus angustifolius
Stenocarpus angustifolius är en tvåhjärtbladig växtart som beskrevs av Cyril Tenison White. Stenocarpus angustifolius ingår i släktet Stenocarpus och familjen Proteaceae. Inga underarter finns listade i Catalogue of Life.